# Cerbera odollam
Cerbera odollam Gaertn. è una specie di albero della famiglia delle Apocynaceae comunemente nota come albero dei suicidi o pong-pong. Produce un frutto i cui semi producono un potente veleno chiamato cerberina che è stato utilizzato per ordalie, suicidi e avvelenamenti.

## Descrizione

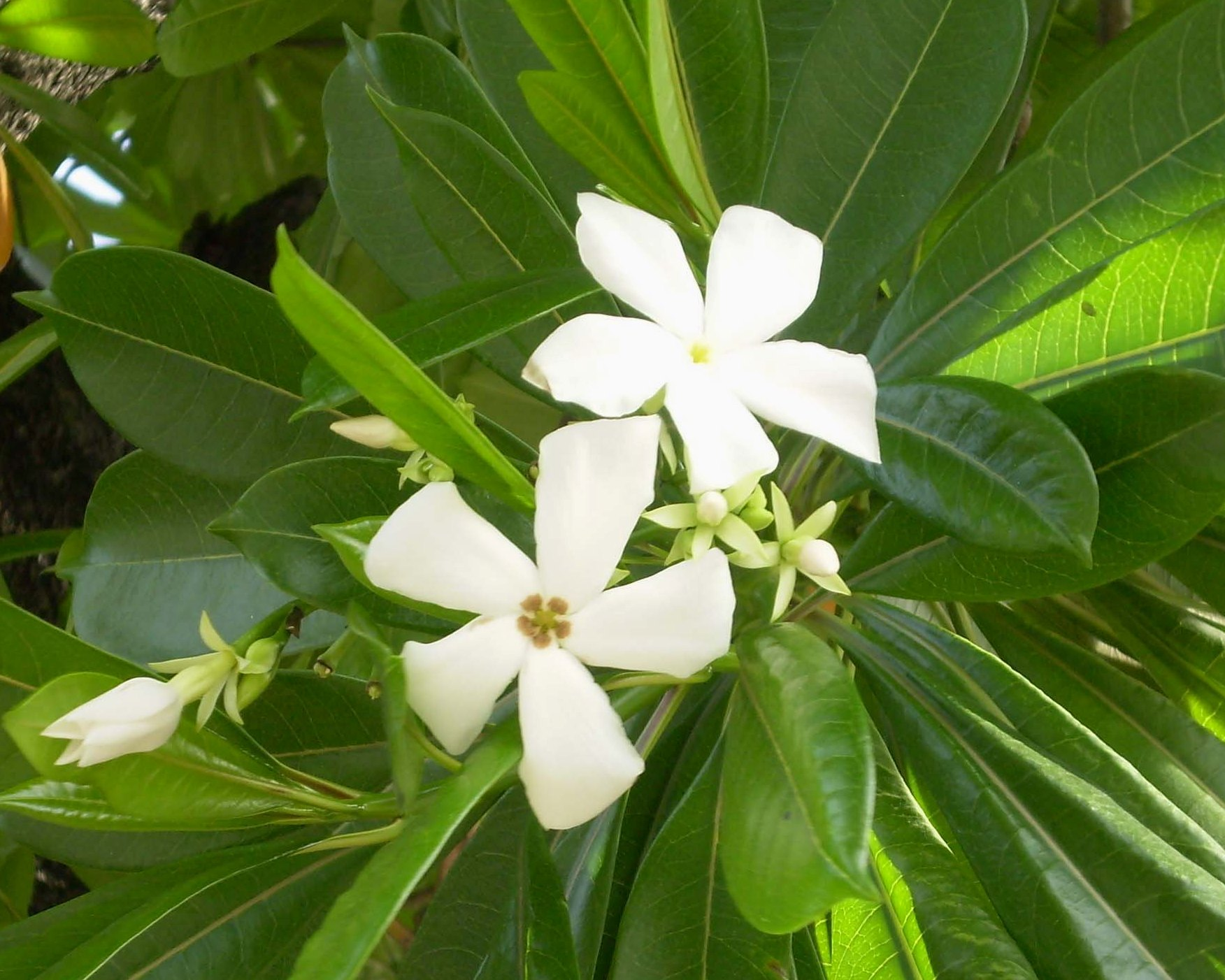
Fiori di C. odollam

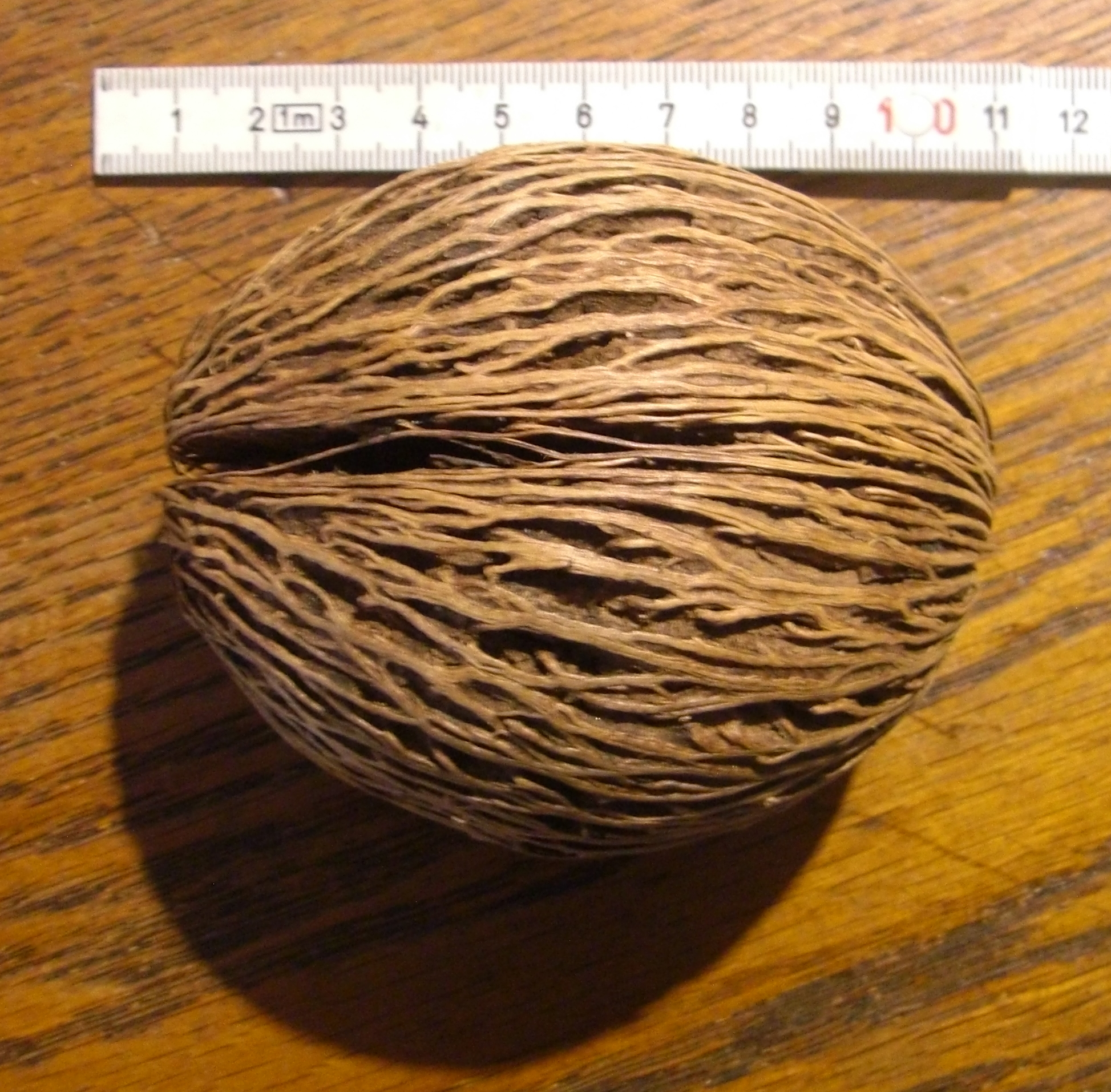
Seme di C. odollam

Cerbera odollam è molto simile all'oleandro, un'altra pianta altamente tossica della stessa famiglia. Cresce fino a circa 10-12 metri di altezza. Le sue foglie sono lucide e ha fiori bianchi con interno giallo. La pianta nel suo complesso produce un lattice bianco lattiginoso.
Il suo frutto, lungo circa 5–10 cm, è inizialmente verde e diventa rosso man mano che matura. Ha un guscio fibroso che racchiude un nocciolo ovoidale di circa 2 cm × 1,5 cm contenente due semi estremamente velenosi. A contatto con l'aria, il nocciolo bianco diventa viola, poi grigio scuro e infine marrone o nero.

## Distribuzione e habitat
La pianta è originaria dell'Asia meridionale e sud-orientale, delle isole del Pacifico e del Queensland, in Australia, e cresce preferibilmente lungo le coste sabbiose, le rive dei fiumi e vicino alle mangrovie. Viene coltivata anche in zone tropicali come le Hawaii come pianta ornamentale.

## Storia
Il nocciolo velenoso del frutto di C. odollam veniva utilizzato per prove di ordalia, come la tangena, in tutte le regioni in cui cresceva. Nel Madagascar, nel XVIII e XIX secolo, più di 3000 persone morivano ogni anno a causa del consumo di semi di C. odollam nelle ordalie. Questi processi avevano lo scopo di determinare se il soggetto fosse colpevole di un crimine, spesso stregoneria. In queste prove veniva somministrata una dose del seme: se l'imputato sopravviveva, era considerato innocente di qualsiasi crimine fosse stato accusato; se moriva, veniva considerato colpevole. Questi processi si basavano sulla convinzione che uno spirito latente avrebbe fatto distinzione tra innocenza e colpa.
Le prove mediante ordalia con l'uso della cerberina erano estremamente comuni. A metà del 1800, i leader tentarono di regolamentare i processi tramite ordalia in Madagascar. Per i reati minori, al posto degli esseri umani venivano usati cani o polli. Tuttavia, questa pratica cessò solo all'inizio del 1900.
Cerbera odollam veniva spesso utilizzata anche per il suicidio e continua a essere utilizzata a questo scopo anche oggi. Ad esempio, uno studio del 2004 ha scoperto che era responsabile di circa un suicidio a settimana tra il 1989 e il 1999 nel Kerala, in India. Per suicidarsi, le persone staccavano i semi e li mangiavano mescolandoli allo jaggery. La morte sopraggiungerebbe rapidamente, circa 3-6 ore dopo l'ingestione.

## Tossicità
La cerberina, il composto velenoso presente nei semi di Cerbera odollam, è un glicoside cardioattivo e, come tale, blocca l'ATPasi del sodio e del potassio del cuore. Un solo nocciolo contiene una dose letale di tossina.
In caso di ingestione, sono comuni le anomalie elettrocardiografiche, la più comune delle quali è la bradicardia sinusale. Circa la metà dei pazienti sviluppa trombocitopenia. Oltre ad altre misure di supporto, nella gestione è stata utilizzata la stimolazione cardiaca temporanea.
Altri sintomi comuni di avvelenamento da cerberina includono una sensazione di bruciore in bocca, vomito, conati, nausea, respirazione irregolare, mal di testa, coma e morte. Alcuni casi sono asintomatici.
Cerbera odollam è comunemente usata per gli avvelenamenti e i suicidi. Il suo sapore amaro può essere facilmente mascherato dal cibo piccante, consentendo alle vittime di ingerirlo senza accorgersene. Nel Kerala, C. odollam è responsabile di circa il 50% dei casi di avvelenamento da piante e del 10% di tutti gli avvelenamenti.

## Usi
I semi di C. odollam sono usati come biopesticidi, repellenti per insetti e veleni per topi a causa della loro tossicità per questi animali.
Sono state condotte anche delle indagini sulla fattibilità dell'utilizzo dei semi come materia prima per la produzione di biodiesel. L'olio può essere estratto dai semi e transesterificato in esteri metilici degli acidi grassi. Questa è una buona alternativa ad altre piante comunemente utilizzate per i biodiesel perché, a differenza di queste piante, cresce su terreni tipicamente non arabili e quindi non compete con le colture alimentari.